# Lista över låtar producerade av Scott Storch

## 1999
- Things Fall Apart - The Roots

08. "Ain't Sayin' Nothin' New"
13. "Adrenaline!"
- Make The Music 2000 - Rahzel

05. "Carbon Copy (I Can't Stop)"
- The Best Man: Music From The Motion - V/A

01. "What You Want" - The Roots (var också med på The Roots Come Alive)
- The Once And Future - Jazzyfatnastees

01. "The Wound" producerad av mikyas
02. "How Sad"
03. "Breakthrough"
04. "Unconventional Ways"
05. "Hear Me"
07. "Related To Me"
09. "Why"
10. "Let It Go"

## 2000
- Reclaiming The Dead - Dice Raw

10. "If U Want It"
11. "Forget What They Say"
- Anarchy - Busta Rhymes

05. "Bladow!!"
- Tha Last Meal - Snoop Dogg

13. "Brake Fluid (Biiitch Pump Yo Brakes)
14. "Ready 2 Ride"
19. "Y'all Gone Miss Me"
- Restless - Xzibit

04. "U Know" (keyboard av scott storch)
05. "X" (featuring Snoop Dogg)(co-producerad av Scott Storch)

## 2001
- Devil's Night - D12

06. "Ain't Nothing But Music" (Co-produceerad av Dr. Dre och Scott Storch)
- City High - City High

04. "Caramel"
- Scorpion - Eve

10. "That's What It Is"
- "Genesis - Busta Rhymes

08. Truck Volume (keyboard av Scott Storch)
10. "Break Ya Neck" (Co-produceerad av Mike Elizondo och Scott Storch)
- Infamy - Mobb Deep

10. "Live Foul"
13. "I Won't Fall"
16. "There I Go Again"
- How High - Method Man och Redman

07. "Let's Do It"
- Denials Delusions & Decisions - Jaguar Wright

01. "The What If's"
06. "Ain't Nobody Playin'"
- Tarantula - Mystikal

02. "Tarantula"

## 2002
- M!ssundaztood - P!nk

07. "Family Portrait"
- Full Circle" - Boyz II Men

08. "Roll With Me"
- Eve-Olution - Eve

17. "Satisfaction"
- Trinity - Slum Village

20. Get Live
- Phrenology - The Roots

12. Pussy Galore
- Stripped - Christina Aguilera

02. "Can't Hold Us Down" (featuring Lil'Kim)
03. "Walk Away"
04. "Fighter"
05. "Primer Amor" (Interlude)
06. "Infatuation"
08. "Loving Me For Me"
10. "Underappreciated"
20. "Keep on Singing My Song"
- Bacdafucup Part II - Onyx

12. Wet The Club
- Ghetto Heisman - WC

03. "The Streets"

## 2003
- A New Day - Angie Martinez

02. "A New Day"
- La Bella Mafia - Lil' Kim

10. "(When Kim Say) Can You Hear Me Now"
- Simple Girl (unreleased) - Kiley Dean

03. "Make Me A Song"
- The Senior - Ginuwine

9.  "Locked Down"
11. "Sex"
12. "Bedda Man"
- Decade "...but wait it gets worse" - Sticky Fingaz

4.  "Can't Call It"
12. "Do Da Dam Thing"
- "K Young" - K Young

3. "U R So Bad (Ft. Crooked I)
- Dangerously In Love - Beyonce

01. "Naughty Girl"
02. "Baby Boy" (featuring Sean Paul)
05. "Me, Myself And I"
- The Original -Sarai

02. "I Know"
09. "You Could Never"
10. "L.I.F.E."
13. "Black & White"
- Da Derrty Versions: The Reinvention - Nelly

13. "Work It (Scott Storch Remix)"
- Blood In My Eye - Ja Rule

03. "Clap Back"
- Loon - Loon

17. "U Don't Know"
- Beg For Mercy - G-Unit

02. "Poppin' Them Thangs" (co-produced by Scott Storch)
15. "G'D Up" (keyboards by Scott Storch)
- M.A.D.E. - Memphis Bleek

05. "We Ballin'"
11. "Murda Murda"

## 2004
- Tough Luv - Young Gunz

06. "Never Take Me Alive"
- Damita Jo - Janet Jackson

09. "Island Life"
- Kiss Of Death - Jadakiss

05. "Time's Up"
07. "U Make Me Wanna" (featuring Mariah Carey)
- True Story - Terror Squad

04. "Lean Back"
- The Tipping Point - The Roots

03. Don't Say Nuthin
09. Duck Down!
- Real Talk - Fabolous

04. "Ghetto"
15. "Round & Round"
- Destiny Fulfilled - Destiny's Child

15. "2 Step" (International Bonus Track)
- Turning Point - Mario

02. "Let Me Love You"
07. "Call the Cops"
13. "Let Me Love You" (Remix)
- Thug Matrimony: Married to the Streets - Trick Daddy

14. "I Cry"
- Loyal to the Game - 2Pac

14. "Po Nigga Blues"
- This Is My Time - Raven Symone

02. "Backflip"

## 2005
- The Documentary - The Game

02. "Westside Story" (co-produced by Scott Storch)
10. "Start From Scratch" (co-produced by Scott Storch)
- The Way I Am - Knoc-Turnal

04. "The Way I Am"
- Urban Legend - T.I.

10. "Get Ya Shit Together" (featuring Lil'Kim)
15. "Chillin With My Bitch"
- Arch Nemesis - Benzino

04. "Bottles And Up (Thug Da Club)"
- The Massacre - 50 Cent

07. "Candy Shop" (featuring Olivia)
14. "Just A Lil Bit"
18. "Build You Up" (featuring Jamie Foxx)
- Corey Clark - Corey Clark

03. "Out Of Control"
- Vivian - Vivian Green

01. "I Wish We Could Go Back"
- All Or Nothing - Fat Joe

08. "Get It Poppin'" (featuring Nelly)
- TP-3: Reloaded - R. Kelly

01. "Playa's Only" (featuring The Game)
- The Cookbook - Missy Elliott

05. "Meltdown"
- Double H: The Unexpected - Heather Hunter

05. "Don't Stop"
- Mr. A-Z - Jason Mraz

03. "Geek In The Pink"
- I Gotta Make It - Trey Songz

06. "All The Ifs"
- Clothes Drop - Shaggy

14. "Don't Ask Her That"
- Libra - Toni Braxton

01. "Please"
- "The Emancipation Of Mimi" - Mariah Carey

01. "It's Like That" (Scott Storch Remix)
- The Naked Truth - Lil' Kim

03. "Lighters Up"
- Life - Ricky Martin

02. "I Don't Care" (featuring Amerie & Fat Joe)
- "The Day After" - Twista

04. "Get It How You Live"
- "The Development" - 2XL

20. "31 Flavas"
- "Chris Brown" - Chris Brown

02. "Run It!"
05. "Gimme That"
- "The Sound Of Revenge" - Chamillionaire

03. Turn It Up

## 2006
- Unknown - 216

00. "Hey Hey"
00. "Like This Boi"
00. "Side of Ya Neck" (feat. Madam Bella)
00. "Yeah"
- Undisputed - Beenie Man

06. "Jamaican Ting"
- Like Father, Like Son - Birdman & Lil Wayne

06. "You Ain't Know"
- The Reformation - Bishop Lamont

00. "Up & Down" feat. Glases Malone & Chevy Jones
- Undiscovered - Brooke Hogan

01. "About Us" feat. Paul Wall
02. "Heaven Baby" feat Beenie Man
03. "Next Time"
04. "For a Moment"
05. "My Space"
06. "All About Me"
07. "My Number" feat Stacks
09. "One Sided"
10. "Letting Go"
11. "Dance Alone" feat Nox
- Unknown- Dalia

00. "Show Me" (feat. Jadakiss)
- Year of the Dog...Again - DMX

09. Give 'Em What They Want
15. Lord Give Me A Sign
- Danity Kane — Danity Kane

15. "Sleep On It" (Bonus Track)
- So So Gangsta - Daz Dillinger

"Git Drunk"
07. Money on My Mind (feat. Kurupt)
- Me Myself & I - Fat Joe

07. "Make It Rain" feat. Lil' Wayne
09. "Think About It"
- Unreleased - Frank Lee White

00. "Ride Out"
- Free At Last - Freeway

00. "Where You Been"
00. "Back Again"
- Doctor's Advocate - The Game

06. "Let's Ride"
07. "Too Much" (feat. Nate Dogg)
- Unknown - Hawk

00. "Wild Out
00. "Relax" (feat. Ne-Yo)
00. "Heavy Weights"
00. "Lets Go"
00. "Hoes Ain't Shit" (feat. Lil' Jon)
- Laugh Now, Cry Later - Ice Cube

02. Why We Thugs
17. Steal The Show
- Back to the Future - Jae Millz

00. My Swag
- Ghetto Classics - Jaheim

04. "Forgetful"
- A Public Affair - Jessica Simpson

12. "Fired Up"
Unreleased: "Mr. Operator"
- Hustla's Dream - John Pierce

04. "F**k Them"
06. "The Sexperts" (Remix) (feat. Necro)
08. "The Heist" (feat. Ill Bill, Necro and Captain Carnage)
- Ocean Drive - Johnta Austin

00. "Dope Fiend"
00. "Up In My Room"
- The High Road - JoJo

01. "This Time"
- Feedback - Jurassic 5

03. "Brown Girl feat. Brick and Lace"
- Reality Check - Juvenile

04. Sets Go Up (feat. Wacko)
19. Say It To Me Now (feat. Kango of Partners-N-Crime)
- Kelis Was Here - Kelis

08. "Trilogy"
- Letoya — Letoya

12. "I'm Good"
- I Need Mine - Lil Flip

05. "Ghetto Mindstate" (ft. Lyfe Jennings)
09. "Tell Me" (Ft Collie Buddz)
- Tha Carter III - Lil' Wayne

00. "Get Real Gangster"
- Todd Smith - LL Cool J

09. Ooh Wee (featuring Ginuwine)
- Unreleased - Lloyd Banks

"Get Low" (Scott Storch Remix)
- Release Therapy - Ludacris

15. "We Ain't Worried 'Bout U (iTunes Bonus Track)"
- Mario Vazquez" - Mario Vazquez

03. "Cohiba" feat. Fat Joe & Knox
- Look Look Look - MC Hammer

04. "HammerTime" (Feat. Nox)
06. "Look Look Look "(co-produced by Scott Storch)
- 4:21...The Day After - Method Man

02. "Is It Me"
- Unknown -Miss Countney

00. "What U Tryna Do"
- Book Of Rhymes - Monkane

00. "Was You Lying"
- Liberation - Mýa

00. "Lock U Down"
- Hip Hop Is Dead - Nas

03. "Carry on Tradition"
13. "Play on Playa" (feat. Snoop Dogg)
- Unknown - Nomb

00. "Get Loose"
- 1 Fan A Day - N.O.R.E.

00. "Do Somethin'"
- Paris - Paris Hilton

01. "Turn It Up"
02. "Fighting Over Me" (feat. Fat Joe and Jadakiss)
05. "Jealousy"
06. "Heartbeat"
10. "Turn You On"
- Unknown - Nox

00. "This What It Sound Like" (Feat. Redman)
00. "In Da Streetz" (Feat. Proof)
00. "You Ain't Never" (Feat. Rick Ross and Stack$)
00. "Ain't That Sumthin" (Feat. T.I.)
00. "Naughty Girl" (Feat. Ne-Yo)
- Fly like a Raven - Raven Symone

12. "Whatever"
- There's Something about Remy: Based on a True Story - Remy Ma

07. "Conceited (There's Something About Remy)"
- The Return - Ruben Studdard

07. "What Tha Business"
- Unknown - Silena Murrell

01. "Bring It Home"
02. "I Like My Man Hard"
- Statlanta - Stat Quo

00. "Rock Da Party"
- Alter Ego - Tyrese aka Black Ty

Disc Two
04. "Get It In" feat Method Man
- Ghetto Revelations II - Urban Mystic

04. "Can You Handle This" (feat. Pitbull)
05. "Bounce With Me" (feat. Stacks)
06. "I Refuse"
07. "Your Portrait"
- Unknown - J. Valentine

00. "Bad Behaviour"
- Back 2 Da Basics - Yo Gotti

09. "That's What They Made It Foe'" (featuring Pooh Bear)
- Buck the World - Young Buck

00. "Cold Rust"
00. "Keep 'Em Coming"
- The New Beginning - Zeebra

11. "The Motto" (feat. OJ Flow, UZI)
- Hip Hop Is Dead - Nas

03. "Carry on Tradition"
13. "Play on Playa" (feat. Snoop Dogg)

## 2007
- One - Rihanna

03. "By Yo' Side" (featuring T.I.)
14. "Touch Me There"
- 2XL

00. "Magic City" (featuring Cherish)
- Mýa

00. "Lock U Down" (featuring Lil Wayne)
- Slow V & Retrospect

00. Unkown
Britney Spears
Black Ty-Alter Ego^Disc 1
"Get Low"